# Boophis haematopus
Boophis haematopus is een kikker uit de familie gouden kikkers (Mantellidae). De soort werd voor het eerst wetenschappelijk beschreven door Frank Glaw, Miguel Vences, Franco Andreone en David Vallan in 2001. De soort behoort tot het geslacht Boophis.

## Leefgebied
De kikker is endemisch in Madagaskar. De soort komt voor in het zuidoosten van het eiland op een hoogte van 200 tot 400 meter boven zeeniveau.

## Beschrijving
Mannetjes hebben een lengte van 25 tot 28 millimeter. De rug varieert van grijsachtig tot bruin met kleine rode of bruine vlekjes. De buik is wit.